# Derarimus humerifer
Derarimus humerifer es una especie de coleóptero de la familia Anthicidae.

## Distribución geográfica
Habita en Vietnam.